# Згорня Воличина
Згорня Воличина (словен. Zgornja Voličina) — поселення в общині Ленарт, Подравський регіон‎, Словенія.